# 南平市
南平市（なんへい-し）は中華人民共和国福建省に位置する地級市。

## 地理
福建省の北部に位置し、寧徳市・福州市・三明市・浙江省・江西省に接する。

## 歴史
1994年に南平市の設立。

## 行政区画
2市轄区・3県級市・5県を管轄する。
- 市轄区：
  - 延平区・建陽区
- 県級市：
  - 建甌市・邵武市・武夷山市
- 県：
  - 順昌県・光沢県・浦城県・松渓県・政和県

| 南平市の地図                                                            |
| ----------------------------------------------------------------------- |
| 延平区 順昌県 浦城県 光沢県 松渓県 政和県 邵武市 武夷山市 建甌市 建陽区 |

### 年表
この節の出典

#### 建甌専区
- 1949年10月1日 - 中華人民共和国福建省建甌専区が成立。建陽県・建甌県・浦城県・崇安県・光沢県・松渓県・政和県・邵武県・水吉県が発足。(9県)
- 1950年9月2日 - 建甌専区が建陽専区に改称。

#### 南平専区(1949年-1971年)
- 1949年10月1日 - 中華人民共和国福建省南平専区が成立。南平県・順昌県・尤渓県・沙県・将楽県・泰寧県・建寧県・古田県・屏南県が発足。(9県)
- 1956年3月26日 - 建陽専区建陽県・建甌県・浦城県・崇安県・光沢県・松渓県・政和県・邵武県・水吉県、閩侯専区閩清県、永安専区三元県・明渓県を編入。(21県)
- 1956年7月9日 (19県)
  - 水吉県が建陽県・建甌県・浦城県に分割編入。
  - 三元県および明渓県の一部が合併し、三明県が発足。
  - 明渓県の残部が竜岩専区寧化県に編入。
- 1956年11月16日 - 南平県の一部が分立し、南平市が発足。(1市19県)
- 1958年3月21日 - 浙江省温州専区慶元県の一部が政和県に編入。(1市19県)
- 1959年7月1日 - 松渓県・政和県が福安専区に編入。(1市17県)
- 1959年8月1日 - 閩清県が閩侯専区に編入。(1市16県)
- 1960年1月7日 - 南平県が南平市に編入。(1市15県)
- 1960年5月26日 (1市14県)
  - 三明県の一部が分立し、地級市の三明市となる。
  - 三明県が三明市に編入。
- 1963年9月11日 - 古田県・屏南県が閩侯専区に編入。(1市12県)
- 1964年6月5日 - 南平市・建甌県・順昌県の各一部が合併し、建西県が発足。(1市13県)
- 1970年2月17日 (1市8県)
  - 福安専区松渓県・政和県を編入。
  - 尤渓県・沙県・将楽県・泰寧県・建寧県が三明専区に編入。
  - 建西県が順昌県に編入。
  - 松渓県・政和県が合併し、松政県が発足。
- 1971年4月13日 - 南平専区が建陽専区に改称。

#### 建陽専区(1950年-1956年)
- 1956年3月26日 - 建陽県・建甌県・浦城県・崇安県・光沢県・松渓県・政和県・邵武県・水吉県が南平専区に編入。

#### 建陽地区(1971年-1988年)
- 1971年6月17日 - 建陽専区が建陽地区に改称。(1市8県)
- 1974年12月6日 - 松政県が分割され、松渓県・政和県が発足。(1市9県)
- 1983年8月17日 - 邵武県が市制施行し、邵武市となる。(2市8県)
- 1988年10月24日 - 建陽地区が南平地区に改称。

#### 南平地区(1988年-1994年)
- 1989年8月21日 - 崇安県が市制施行し、武夷山市となる。(3市7県)
- 1992年10月20日 - 建甌県が市制施行し、建甌市となる。(4市6県)
- 1994年3月4日 - 建陽県が市制施行し、建陽市となる。(5市5県)
- 1994年9月5日 - 南平地区が地級市の南平市に昇格。

#### 南平市
- 1994年9月5日 - 南平地区が地級市の南平市に昇格。(1区4市5県)
  - 南平市が区制施行し、延平区となる。
- 2014年5月2日 - 建陽市が区制施行し、建陽区となる。(2区3市5県)

## 交通

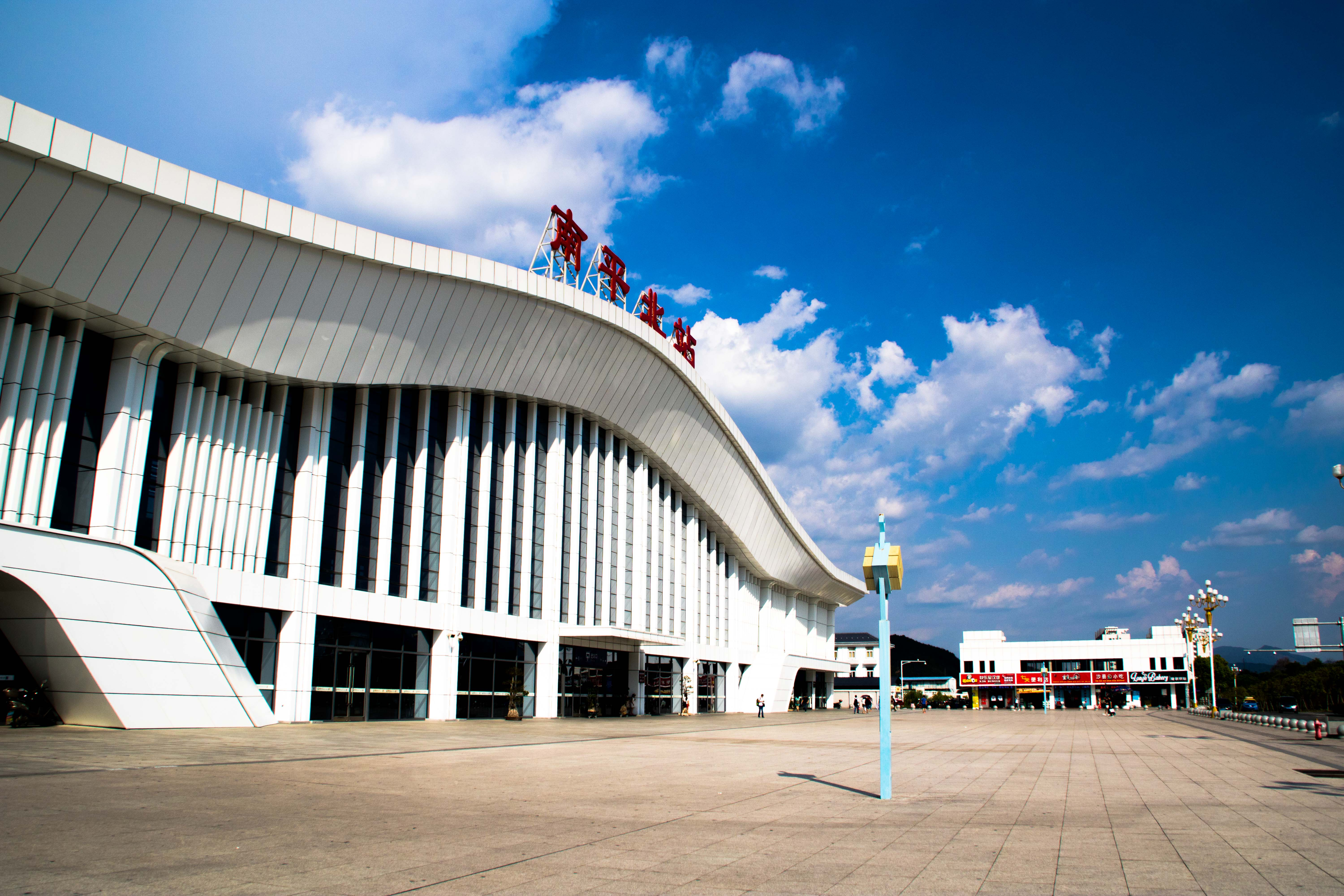
南平北駅

### 航空
- 武夷山空港

### 鉄道
- 中国国家鉄路集団
  - 合福旅客専用線
  - 南竜線（中国語版）
  - 峰福線（中国語版）
  - 鷹廈線
  - 外南線（中国語版）
  - 衢寧線（中国語版）

### 道路
- 高速道路
  -  京台高速道路
  -  長深高速道路
  -  福銀高速道路（中国語版）
  -  寧上高速道路（中国語版）
  -  寧光高速道路（中国語版）
  -  政永高速道路（中国語版）
  -  浦武高速道路（中国語版）
- 国道
  - G205国道
  - G316国道